# Лусники
Лусники́ — опустевшая деревня в Омутнинском районе Кировской области. Входит в Вятское сельское поселение.

## География
Находится на правобережье Вятки на расстоянии примерно 13 километров по прямой на северо-восток от районного центра города Омутнинск.

## История
Известна с 1710 года. В 1745 году проживало 12 человек мужского пола, 1781 г. — 20. Название — от фамилии основателя. До 1760-х годов — монастырская собственность. В 1876 г. — 110 человек (18 хозяйств). Имелась деревянная часовня (1882 год постройки). В 1937 г. в 43 дворах проживало 207 человек. К 1975 г. в деревне оставалось 20 семей, к 1987 г. — 9 человек (6 хозяйств). В 1930-50-е гг. — колхоз «Красный Октябрь». В 1950-60-е гг. — в к-зе «Мир». В 1970-90-е гг. — в совхоз «Омутнинский». Исчезла в начале 1990-х годов.

## Население
Постоянное население не было учтено как в 2002 году, так и в 2010.